# Cyklofany
Cyklofany – rodzaj organicznych związków chemicznych z grupy pochodnych węglowodorów aromatycznych, w których co najmniej dwa atomy węgla pochodzące z co najmniej jednego pierścienia aromatycznego są ze sobą połączone układem wiązań kowalencyjnych.
Wśród cyklofanów znaleźć można związki o nietypowej stereochemii, np. [2.2]paracyklofan, superfan i właściwościach spektroskopowych np. [2.2]metacyklofan, cyklofany typu „iron maiden”, [6]paracyklofan.
Cyklofany o dłuższych mostkach węglowych są stosowane w modelowaniu biologicznie aktywnych układów ligand-receptor.

## Nazewnictwo

### Cyklofany z pojedynczym pierścieniem aromatycznym
Nazwy prostych cyklofanów tworzy się w formie [n]xcyklofan, gdzie n jest długością łańcucha alifatycznego, a x jest przedrostkiem opisującym sposób podstawienia pierścienia (orto-, meta- lub para-). I tak [6]paracyklofan to cyklofan, w którym pozycje 1 i 4 pierścienia benzenowego są połączone mostkiem sześciowęglowym.

### Cyklofany z dwoma pierścieniem aromatycznymi
Nazwy prostych cyklofanów z dwoma pierścieniami aromatycznymi i dwoma mostkami alifatycznymi tworzy się w formie [n.m]xcyklofan, gdzie n i m są długościami łańcuchów alifatycznych łączących pierścienie alifatycznych, a x mówi o podstawieniu tych pierścieni. W najprostszym przypadku, gdy oba pierścienie są podstawione jednakowo, używa się przedrostków orto-, meta- i para-. W przypadku gdy podstawienia w pierścieniach różnią się, używa się połączenie dwóch przedrostków (np. [2.2]metaparacyklofan) lub x ma formę (k,l)(m,n), gdzie k i l są pozycjami podstawienia jednego pierścienia, a m i n – pozycjami podstawienia drugiego pierścienia. Na przykład [2.3](1,3)(1,4)cyklofan to cyklofan, w którym mostkami etylenowym i propylenowym połączone są dwa pierścienie benzenowe, przy czym mostek etylenowy łączy pozycję 1 jednego pierścienia z pozycją 1 drugiego, zaś propylenowy pozycję 3 w jednym z pozycją 4 w drugim.
Jeżeli mostków jest więcej to nazwa ma formę [n.m.l...]xcyklofan, gdzie x opisuje sposób podstawienia pierścieni w formie nawiasu lub dwóch nawiasów. Na przykład [2.2.2](1,3,5)cyklofan jest cyklofanem zawierającym dwa pierścienie benzenowe połączone w pozycjach 1,3 i 5 trzema mostkami etylenowymi, a [2.2.2](1,2,4)(1,3,5) jest cyklofanem, w którym dwa pierścienie benzenowe są połączone trzema mostkami etylenowymi przy czym mostki w pierwszym pierścieniu są połączone z 1, 2 i 4 atomem węgla, a w drugim z 1, 3 i 5 atomem węgla.

## Przykłady cyklofanów

### Metacyklofan

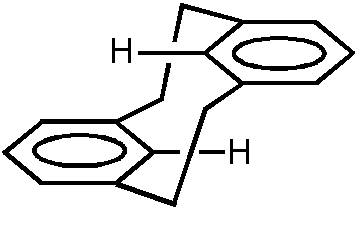
Struktura chemiczna [2.2]metacyklofanu

Metacyklofan jest nazwą stosowaną ogólnie dla cyklofanów, w których pierścienie benzenowe są połączone z mostkami w pozycjach 1 i 3. Potocznie często nazwa metacyklofan jest wiązana wyłącznie z [2.2]metacyklofanem (patrz rysunek), w którym mostki zawierają po dwa atomy węgla połączone wiązaniem pojedynczym (mostki etylenowe). [2.2]metacyklofan posiada nietypowe wartości przesunięcia chemicznego protonów w pozycji 2 (pokazanych na rysunku) w widmie NMR. Protony te leżą nad pierścieniem aromatycznym, a ich przesunięcia chemiczne są znacznie niższe (δ = 4,27 ppm) niż w przypadku normalnych związków aromatycznych (δ od 6 do 9 ppm). Zjawisko to jest tłumaczone dodatkowym wpływem tzw. prądu pierścieniowego sąsiedniego pierścienia (nie tylko tego do którego atom jest przyłączony).

### Paracyklofan

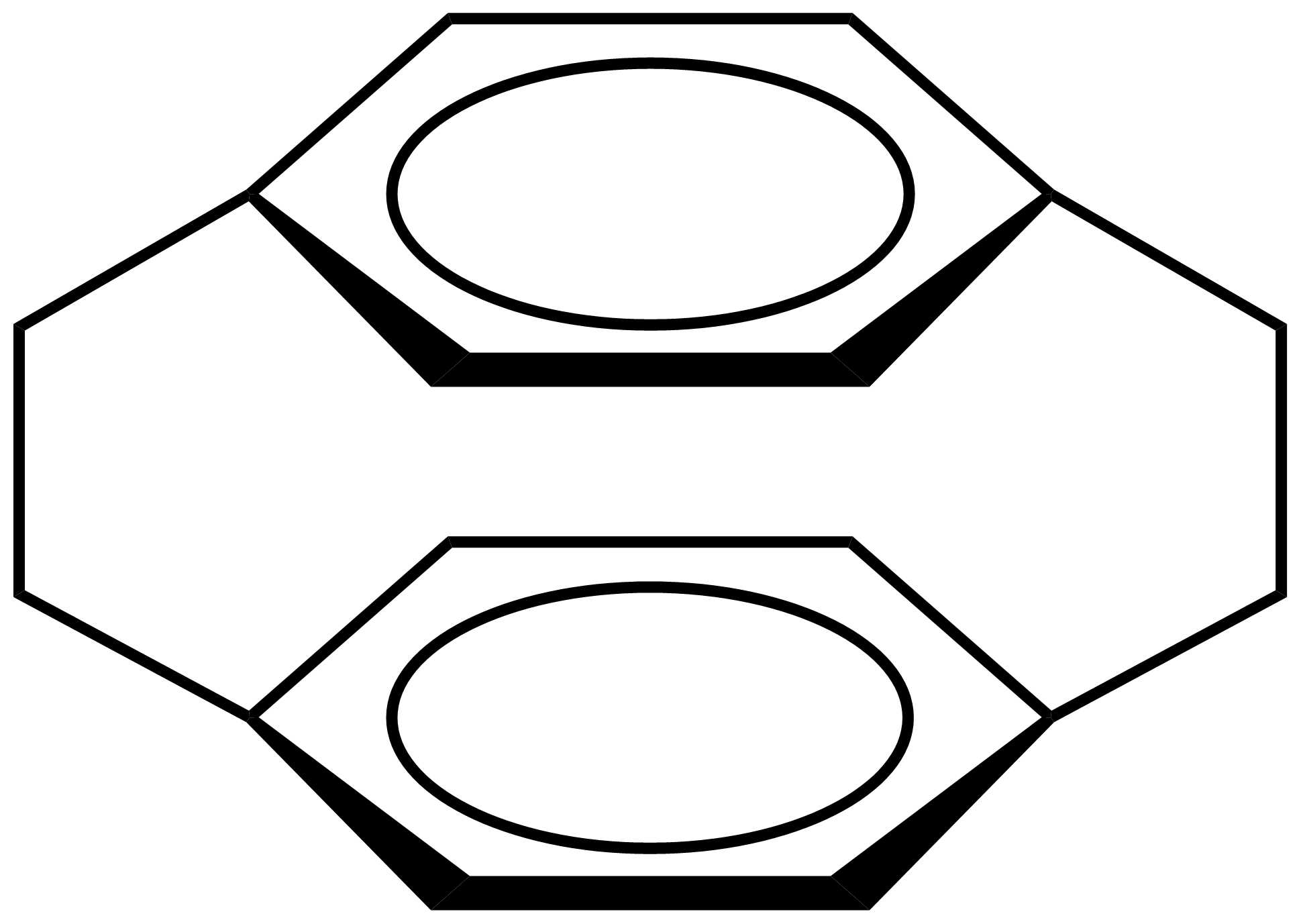
Wzór strukturalny [2.2]paracyklofanu

Paracyklofan jest nazwą stosowaną ogólnie dla cyklofanów, w których pierścienie benzenowe są połączone z mostkami w pozycjach 1 i 4. Potocznie nazwa paracyklofan odnosi się tylko do [2.2]paracyklofanu, w którym mostki zawierają po dwa atomy węgla połączone wiązaniem pojedynczym. Takie połączenie wprowadza do cząsteczki bardzo duże naprężenia, co powoduje silne odkształcenie niepłaskie obu pierścieni benzenowych do konformacji zbliżonej do łódki cykloheksanu.

### Superfan

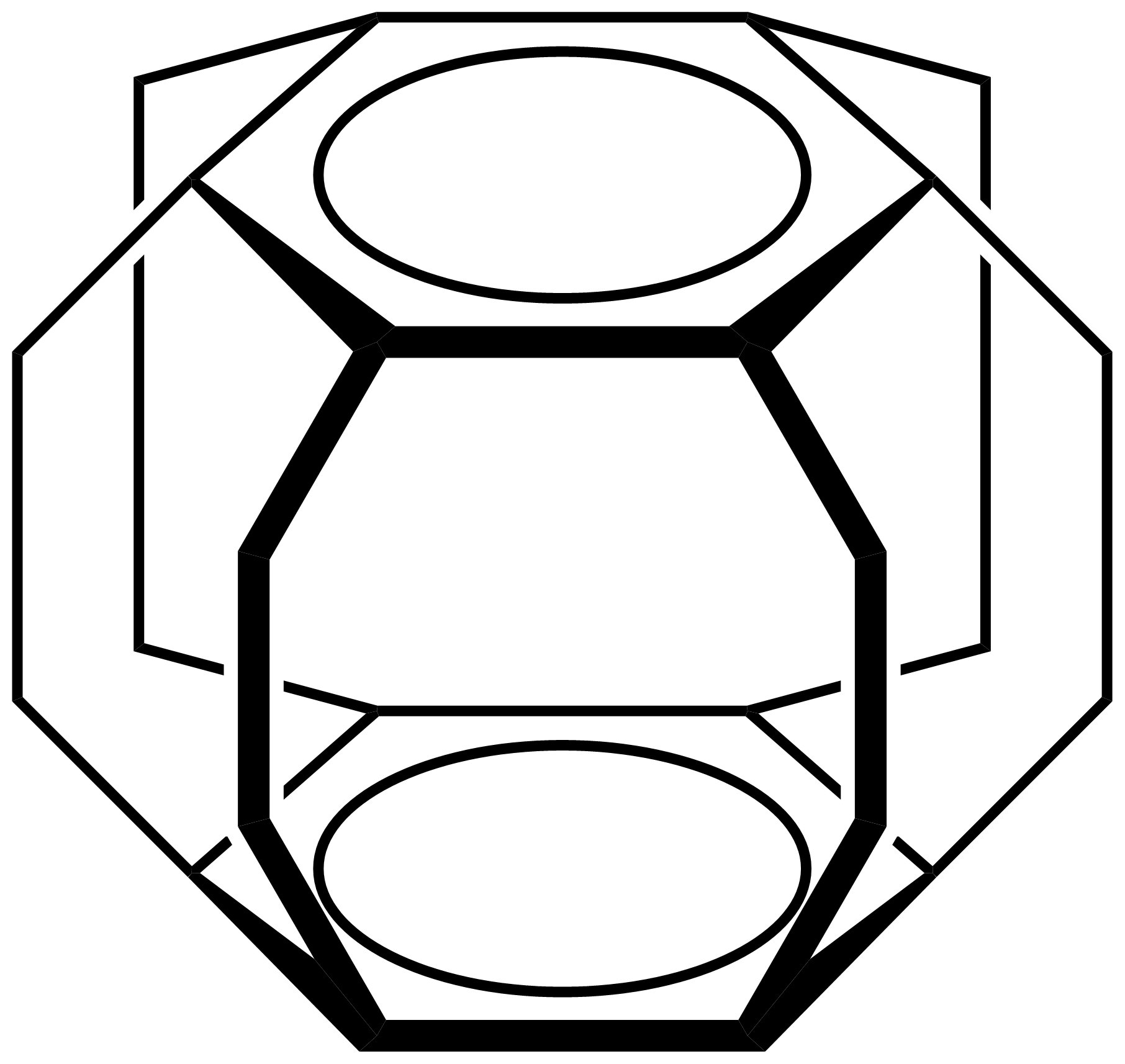
Struktura chemiczna [2_{6}]superfanu.

Superfany to organiczne związki chemiczne z grupy cyklofanów zawierający dwa pierścienie aromatyczne. Wszystkie atomy węgla w pierwszym pierścieniu są połączone z odpowiadającymi im atomami w drugim pierścieniu za pomocą mostka alifatycznego.
Najprostszym, znanym superfanem jest [26](1,2,3,4,5,6)cyklofan, w którym sześcioma mostkami -CH2-CH2- połączone są ze sobą dwa pierścienie benzenowe. Ciekawą cechą tego związku jest fakt, że w odróżnieniu od większości związków aromatycznych wiązania benzylowe nie leżą w płaszczyźnie pierścieni aromatycznych.

### Cyklofany typu „iron maiden”

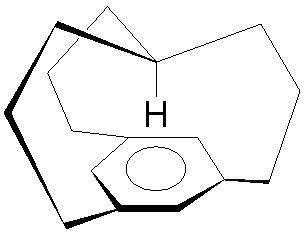
Struktura chemiczna najprostszego cyklofanu typu „iron maiden”.

Jedną z ciekawszych podrodzin cyklofanów są tzw. cyklofany typu „iron maiden”. Są to cyklofany zawierające trzy mostki (niekoniecznie alifatyczne – często zawierające atomy siarki a czasem na mostkach nadbudowano pierścienie benzenowe) połączone jednym zwornikowym atomem węgla. Atom ten tworzy jeszcze jedno wiązanie z wodorem lub atomem innego pierwiastka skierowane w stronę pierścienia benzenowego. Takie ułożenie wiązań (ułożenie in) jest często trwalsze od struktury, w której wiązanie skierowane jest w przeciwną stronę niż pierścień (ułożenie out).
Nazwa „iron maiden” pochodzi od podobieństwa zamykania się łańcuchów bocznych w strukturę klatkową w ostatnim etapie reakcji do średniowiecznych narzędzi tortur, tzw. „żelaznych dziewic” (ang. iron maiden), w których zamykano ofiarę, wbijając w nią przy tym bolce. Podobnie atom połączony ze zwornikowym węglem „wbija się” w pierścień benzenowy.
Poza niezwykłą geometrią, cyklofany typu „iron maiden” charakteryzują się ciekawymi właściwościami NMR: proton in (pokazany w strukturze na rysunku) ma jedno z najniższych znanych przesunięć chemicznych zanotowanych dla węglowodorów, δ = −4,03 ppm.
Znane są cyklofany typu „iron maiden”, w których „kolcem” żelaznej dziewicy jest atom wodoru oraz grupa metylowa. Do tej rodziny cyklofanów zaliczane są również fosfafany typu „iron maiden”, w których atomem zwornikowym jest atom fosforu leżący niezwykle blisko pierścienia benzenowego, silafany typu „iron maiden” z atomem krzemu jako zwornikiem i wodorowym lub fluorowym „kolcem”.

## Literatura
- Piotr Józef Kuś, Nowe pochodne cyklofanowe. Synteza, charakterystyka fizykochemiczna, struktura, Katowice 2004, ISBN 83-226-1349-0.
- Rolf Gleiter, Henning Hopf (Ed.), „Modern Cyclophane Chemistry”, Wiley-VCH, Weinheim 2004, ISBN 3-527-30713-3.